# NGC 6678
NGC 6678 (NGC 6667, NGC 6668) je prečkasta spiralna galaktika u zviježđu Liri. Naknadno je utvrđeno da su NGC 6667 i NGC 6668 iste galaktike.

## Vanjske poveznice
- (engl.) SEDS: NGC 6678
- (engl.) Hartmut Frommert: Revidirani Novi opći katalog
- (engl.) Izvangalaktička baza podataka NASA-e i IPAC-a
- (engl.) Astronomska baza podataka SIMBAD
- (engl.) VizieR
- (engl.) Auke Slotegraaf: NGC 6678 Deep Sky Observer's Companion
- (engl.) NGC 6678  Arhivirana inačica izvorne stranice od 19. veljače 2015. (Wayback Machine) DSO-tražilica
- (engl.) Courtney Seligman: Objekti Novog općeg kataloga: NGC 6650 - 6699